# Rotala rubra
Rotala rubra är en fackelblomsväxtart som först beskrevs av Buch.-ham. och David Don, och fick sitt nu gällande namn av Kanesuke Hara. Rotala rubra ingår i släktet Rotala och familjen fackelblomsväxter. Inga underarter finns listade i Catalogue of Life.